# 仮想ホワイトボード
仮想ホワイトボード（かそうホワイトボード、英：Virtual whiteboard）は、ディスプレイ上のノートやホワイトボードに、共有ファイルを配置することである。
ビデオ会議やデータ会議ソフトウェアは、物理的なホワイトボードと同じようにドキュメントを表示できることが多い。ホワイトボードによる会議は、オフィスでもバーチャルでも、新しいアイデアを出し合い、問題を解決するためのコラボレーションとクリエイティブな環境をチームに提供する。しかし、明確な構造を持たなければ、このようなセッションはすぐに破綻してしまい、軌道を外れてしまう可能性がある。この種のソフトウェアでは、複数の人が同時にイメージを操作し、他の人が行った変更をほぼリアルタイムで見ることができる。電子ホワイトボードは、少なくとも1996年には、Netscape Navigator 3.0のCoolTalkツールに含まれていた。

## 主なソフトウェア
- Canva
- Figma (ソフトウェア)
- Microsoft Whiteboard
- Miro (ホワイトボードソフトウェア)
- フリーボード (Apple)